# Garkhakot
Garkhakot (nepalski: गर्खाकोट) – gaun wikas samiti w zachodniej części Nepalu w strefie Bheri w dystrykcie Jajarkot. Według nepalskiego spisu powszechnego z 2001 roku liczył on 791 gospodarstw domowych i 4200 mieszkańców (2072 kobiet i 2128 mężczyzn).